# Albrycht Konstanty Ciechanowiecki
Albrycht Konstanty Ciechanowiecki herbu Dąbrowa (ur. ok. 1627, zm. 12 czerwca 1675) – oboźny wielki litewski, starosta orszański, wojskowy i polityk.
Był synem wojewody mińskiego Krzysztofa i Anotoneli z książąt Druckich-Horskich. Rodzina Ciechanowieckich, skoligacona z potomkami kniaziów litewsko-ruskich, była jedną z bardziej znaczących w województwie mścisławskim, a później na całych wschodnich kresach Wielkiego Księstwa.
W 1648 wraz z ojcem i bratem Mikołajem brał udział w elekcji Jana Kazimierza. Walczył w wojnach kozackich, podczas potopu szwedzkiego i z Rosjanami. W 1656 roku został marszałkiem ziemskim orszańskim (najwyższa godność ziemska na Litwie), w 1657 otrzymał od króla starostwo kuszlickie i wójtostwo mścisławskie. Od 1659 był rotmistrzem kozackiej chorągwi królewskiej. W 1661 został jednym z 12 konsyliarzy skonfederowanego Związku Braterskiego, wraz z którym wziął udział w bitwie pod Kuszlikami przeciwko wojskom Chowańskiego. Za okazane męstwo w tym boju, według tradycji rodzinnej, Jan Kazimierz obdarował go złotym łańcuchem, zdjętym z własnej piersi. W 1662 otrzymał ponadto starostwo kuszlickie na 30-letnią dzierżawę i rotmistrzostwo chorągwi dragońskiej. Przez część konfederatów był uznawany kandydatem na hetmana polnego litewskiego po mordzie dokonanym na dotychczasowym hetmanie Wincentym Gosiewskim. Po likwidacji związku został wyznaczony przez wojsko litewskie na swojego dowódcę – pełnił on de facto przez kilka miesięcy funkcję regimentarza. Otrzymał też od króla prawa do starostwa opeskiego. Podczas wyprawy Jana Kazimierza na Moskwę na przełomie 1663 i 1664 został mianował oboźnym wielkim litewskim. Wiązało się to wynagrodzeniem 15000 złotych rocznie i obowiązkami kwatermistrzowskimi w trakcie działań wojennych.
Zasługi polityczno-wojskowe Ciechanowieckiego spotkały się z nagrodami w 1664 w postaci dóbr Berezowo i Topory w woj. połockim otrzymanych w lenno, wsi Deniski i Wisklino w woj. mścisławskim w dożywotniej dzierżawie, a w dwa lata później otrzymał od królowej wsie Stęgwiły (lit. Steigviliai), Bardyszki, Miciuny i Mazany w ekonomii szawelskiej, a także ważne politycznie starostwo sądowe orszańskie. Poseł na sejm wiosenny 1666 roku.
Ciechanowiecki brał aktywny udział w późniejszych wydarzeniach politycznych. Poseł na sejm nadzwyczajny abdykacyjny 1668 roku. Jego podpis znajduje się pod abdykacją Jana Kazimierza (1668). Podczas elekcji w 1669 roku, biorąc udział w walce frakcji poszczególnych kandydatów, wywołał zamieszanie wnioskiem, że jeżeli z elekcji wyłączono Kondeusza, należy to zrobić ze wszystkimi cudzoziemskimi kandydatami. Było to po myśli szlachty chcącej wyboru "Piasta". Był elektorem Michała Korybuta Wiśniowieckiego w 1669 roku z województwa wileńskiego.
Ostatnim znanym przejawem działalności Albrechta Ciechanowieckiego było podpisanie wraz z powiatem orszańskim elekcji Jana Sobieskiego (1674).
Z żoną Anną Kantakuzen (1-o za Hieronimem Korsakiem Zaleskim, podwojewodzim połockim, 3-o za Samuelem Kmicicem) miał trzy córki i czterech synów: Teresę, Ludwikę, Helenę, Bogusława, Karola, Hipolita i Nikodema Michała, z których również żaden nie doszedł do godności senatorskich.